# Lista uczestników Vuelta a España 2014
Lista uczestników Vuelta a España 2014
W wyścigu bierze udział 18 drużyn UCI World Tour oraz 4 zaproszone drużyny UCI Professional Continental. Zawodnicy noszą numery od 1 do 219. W każdej drużynie jest 9 zawodników, więc pierwsza drużyna otrzymała numery od 1 do 9, druga od 11 do 19, trzecia od 21 do 29, itd.

## Legenda
| Legenda | Legenda                                    |
| ------- | ------------------------------------------ |
|         | Zwycięzca klasyfikacji generalnej          |
|         | Zwycięzca klasyfikacji punktowej           |
|         | Zwycięzca klasyfikacji górskiej            |
|         | Zwycięzca klasyfikacji kombinowanej        |
| DNS     | Zawodnik nie wystartował do etapu          |
| DNF     | Zawodnik nie ukończył etapu                |
| DSQ     | Zawodnik został zdyskwalifikowany          |
| HD      | Zawodnik przekroczył limit czasu na etapie |

## Drużyny
| # | Kolarz              | Wiek | Poz.   |
| - | ------------------- | ---- | ------ |
| 1 | Valerio Conti       | 21   | 112    |
| 2 | Winner Anacona      | 26   | 27     |
| 3 | Damiano Cunego      | 32   | 76     |
| 4 | Elia Favilli        | 25   | 109    |
| 5 | Roberto Ferrari     | 31   | 145    |
| 6 | Przemysław Niemiec  | 34   | 26     |
| 7 | Filippo Pozzato     | 32   | DNS-20 |
| 8 | Maximiliano Richeze | 31   | 138    |
| 9 | José Serpa          | 35   | 93     |

| #  | Kolarz               | Wiek | Poz.   |
| -- | -------------------- | ---- | ------ |
| 11 | Hubert Dupont        | 33   | 54     |
| 12 | Carlos Betancur      | 24   | 158    |
| 13 | Maxime Bouet         | 27   | DNF-11 |
| 14 | Damien Gaudin        | 28   | 132    |
| 15 | Patrick Gretsch      | 27   | 126    |
| 16 | Jauhienij Hutarowicz | 30   | 134    |
| 17 | Lloyd Mondory        | 32   | DNF-15 |
| 18 | Rinaldo Nocentini    | 36   | 96     |
| 19 | Sébastien Turgot     | 30   | 154    |

| #  | Kolarz           | Wiek | Poz.   |
| -- | ---------------- | ---- | ------ |
| 21 | Fabio Aru        | 24   | 5      |
| 22 | Daniil Fomniuk   | 22   | DNF-20 |
| 23 | Andrea Guardini  | 25   | 159    |
| 24 | Jacopo Guarnieri | 27   | 150    |
| 25 | Tanel Kangert    | 27   | DNF-17 |
| 26 | Mikel Landa      | 24   | 28     |
| 27 | Aleksiej Łucenko | 21   | 100    |
| 28 | Paolo Tiralongo  | 37   | 33     |
| 29 | Andriej Zejc     | 27   | 50     |

| #  | Kolarz             | Wiek | Poz.   |
| -- | ------------------ | ---- | ------ |
| 31 | Wilco Kelderman    | 23   | 14     |
| 32 | Stef Clement       | 31   | 69     |
| 33 | Laurens ten Dam    | 33   | 44     |
| 34 | Robert Gesink      | 28   | DNS-18 |
| 35 | Moreno Hofland     | 22   | DNF-9  |
| 36 | Paul Martens       | 30   | 58     |
| 37 | Martijn Keizer     | 26   | 80     |
| 38 | Maarten Tjallingii | 36   | 137    |
| 39 | Robert Wagner      | 31   | 151    |

| #  | Kolarz           | Wiek | Poz.   |
| -- | ---------------- | ---- | ------ |
| 41 | Samuel Sánchez   | 36   | 6      |
| 42 | Rohan Dennis     | 24   | 84     |
| 43 | Cadel Evans      | 37   | 52     |
| 44 | Philippe Gilbert | 32   | 45     |
| 45 | Steve Morabito   | 31   | DNF-11 |
| 46 | Dominik Nerz     | 24   | 18     |
| 47 | Manuel Quinziato | 34   | 68     |
| 48 | Larry Warbasse   | 24   | 74     |
| 49 | Danilo Wyss      | 28   | 36     |

| #  | Kolarz            | Wiek | Poz. |
| -- | ----------------- | ---- | ---- |
| 51 | Luis León Sánchez | 30   | 56   |
| 52 | Javier Aramendia  | 27   | 98   |
| 53 | David Arroyo      | 34   | 20   |
| 54 | Pello Bilbao      | 24   | 60   |
| 55 | Karol Domagalski  | 24   | 124  |
| 56 | Francesco Lasca   | 26   | 156  |
| 57 | Lluís Mas         | 25   | 121  |
| 58 | Antonio Piedra    | 29   | 99   |
| 59 | Amets Txurruka    | 31   | 48   |

| #  | Kolarz               | Wiek | Poz.   |
| -- | -------------------- | ---- | ------ |
| 61 | Peter Sagan          | 24   | DNF-14 |
| 62 | George Bennett       | 24   | 89     |
| 63 | Maciej Bodnar        | 29   | 122    |
| 64 | Guillaume Boivin     | 25   | 149    |
| 65 | Damiano Caruso       | 26   | 9      |
| 66 | Alessandro De Marchi | 28   | 67     |
| 67 | Oscar Gatto          | 29   | DNF-16 |
| 68 | Matthias Krizek      | 25   | 125    |
| 69 | Paolo Longo Borghini | 33   | 101    |

| #  | Kolarz              | Wiek | Poz. |
| -- | ------------------- | ---- | ---- |
| 71 | Daniel Navarro      | 31   | 10   |
| 72 | Jérôme Coppel       | 28   | 31   |
| 73 | Romain Hardy        | 25   | 64   |
| 74 | Gert Jõeäär         | 27   | 152  |
| 75 | Christophe Le Mével | 33   | 22   |
| 76 | Guillaume Levarlet  | 29   | 49   |
| 77 | Luis Ángel Maté     | 30   | 19   |
| 78 | Yoann Bagot         | 26   | 119  |
| 79 | Romain Zingle       | 27   | 83   |

| #  | Kolarz           | Wiek | Poz.  |
| -- | ---------------- | ---- | ----- |
| 81 | Romain Sicard    | 26   | 13    |
| 82 | Natnael Berhane  | 23   | 148   |
| 83 | Jérôme Cousin    | 25   | 78    |
| 84 | Dan Craven       | 31   | 140   |
| 85 | Jimmy Engoulvent | 34   | 157   |
| 86 | Vincent Jérôme   | 29   | 91    |
| 87 | Yannick Martinez | 26   | 81    |
| 88 | Maxime Méderel   | 33   | 35    |
| 89 | Bryan Nauleau    | 26   | DNF-7 |

| #  | Kolarz          | Wiek | Poz.   |
| -- | --------------- | ---- | ------ |
| 91 | Nacer Bouhanni  | 24   | DNF-14 |
| 92 | Kenny Elissonde | 23   | DNF-13 |
| 93 | Murilo Fischer  | 35   | DNF-13 |
| 94 | Johan Le Bon    | 23   | 79     |
| 95 | Laurent Mangel  | 33   | 77     |
| 96 | Cédric Pineau   | 29   | 153    |
| 97 | Thibaut Pinot   | 24   | DNF-11 |
| 98 | Anthony Roux    | 26   | DNF-15 |
| 99 | Geoffrey Soupe  | 27   | 94     |

| #   | Kolarz            | Wiek | Poz. |
| --- | ----------------- | ---- | ---- |
| 101 | Ryder Hesjedal    | 33   | 24   |
| 102 | Daniel Martin     | 28   | 7    |
| 103 | Koldo Fernández   | 32   | 86   |
| 104 | Nathan Haas       | 25   | 143  |
| 105 | Nate Brown        | 23   | 85   |
| 106 | André Cardoso     | 29   | 25   |
| 107 | David Millar      | 37   | 144  |
| 108 | Andrew Talansky   | 25   | 51   |
| 109 | Johan Vansummeren | 33   | 118  |

| #   | Kolarz              | Wiek | Poz.   |
| --- | ------------------- | ---- | ------ |
| 111 | Warren Barguil      | 22   | 8      |
| 112 | Nikias Arndt        | 22   | 102    |
| 113 | Lawson Craddock     | 22   | DNF-14 |
| 114 | Koen de Kort        | 31   | DNF-18 |
| 115 | John Degenkolb      | 25   | 116    |
| 116 | Johannes Fröhlinger | 29   | 97     |
| 117 | Chad Haga           | 25   | 73     |
| 118 | Tobias Ludvigsson   | 23   | 62     |
| 119 | Ramon Sinkeldam     | 25   | 136    |

| #   | Kolarz              | Wiek | Poz.   |
| --- | ------------------- | ---- | ------ |
| 121 | Marcel Aregger      | 25   | 117    |
| 122 | Jonathan Fumeaux    | 26   | 142    |
| 123 | Sébastien Hinault   | 40   | 106    |
| 124 | Dominic Klemme      | 27   | DNF-14 |
| 125 | Pirmin Lang         | 29   | 146    |
| 126 | Matteo Pelucchi     | 25   | DNF-15 |
| 127 | Vicente Reynès      | 33   | 61     |
| 128 | Aleksejs Saramotins | 32   | DNF-7  |
| 129 | Johann Tschopp      | 32   | DNS-14 |

| #   | Kolarz              | Wiek | Poz. |
| --- | ------------------- | ---- | ---- |
| 131 | Joaquim Rodríguez   | 35   | 4    |
| 132 | Giampaolo Caruso    | 34   | 15   |
| 133 | Siergiej Czerniecki | 24   | 113  |
| 134 | Aleksandr Kołobniew | 33   | 40   |
| 135 | Dmitrij Koznaczuk   | 30   | 95   |
| 136 | Alberto Losada      | 32   | 42   |
| 137 | Daniel Moreno       | 32   | 11   |
| 138 | Jurij Trofimow      | 30   | 72   |
| 139 | Eduard Worganow     | 31   | 46   |

| #   | Kolarz                | Wiek | Poz.   |
| --- | --------------------- | ---- | ------ |
| 141 | Jurgen Van den Broeck | 31   | DNF-13 |
| 142 | Sander Armée          | 28   | 103    |
| 143 | Vegard Breen          | 24   | 129    |
| 144 | Bart De Clercq        | 27   | 34     |
| 145 | Jens Debusschere      | 24   | 107    |
| 146 | Adam Hansen           | 33   | 53     |
| 147 | Greg Henderson        | 37   | 133    |
| 148 | Pim Ligthart          | 26   | 127    |
| 149 | Maxime Monfort        | 31   | 16     |

| #   | Kolarz               | Wiek | Poz.   |
| --- | -------------------- | ---- | ------ |
| 151 | Alejandro Valverde   | 34   | 3      |
| 152 | Andrey Amador        | 27   | 30     |
| 153 | Jonathan Castroviejo | 27   | 65     |
| 154 | Imanol Erviti        | 30   | 63     |
| 155 | José Herrada         | 28   | 32     |
| 156 | Gorka Izagirre       | 26   | 37     |
| 157 | Adriano Malori       | 26   | 114    |
| 158 | Javier Moreno        | 30   | 90     |
| 159 | Nairo Quintana       | 24   | DNF-11 |

| #   | Kolarz                     | Wiek | Poz. |
| --- | -------------------------- | ---- | ---- |
| 161 | Sergio Pardilla            | 30   | 17   |
| 162 | Gerald Ciolek              | 27   | 139  |
| 163 | Merhawi Kudus              | 20   | 92   |
| 164 | Louis Meintjes             | 22   | 55   |
| 165 | Kristian Sbaragli          | 24   | 104  |
| 166 | Daniel Teklehaimanot       | 25   | 47   |
| 167 | Jay Thomson                | 28   | 155  |
| 168 | Jaco Venter                | 27   | 123  |
| 169 | Jacques Janse van Rensburg | 26   | 59   |

| #   | Kolarz             | Wiek | Poz.   |
| --- | ------------------ | ---- | ------ |
| 171 | Tom Boonen         | 33   | DNS-18 |
| 172 | Gianluca Brambilla | 27   | DSQ-16 |
| 173 | Nikolas Maes       | 28   | 111    |
| 174 | Tony Martin        | 29   | DNF-15 |
| 175 | Wout Poels         | 26   | 38     |
| 176 | Pieter Serry       | 25   | DNS-20 |
| 177 | Rigoberto Urán     | 27   | DNS-17 |
| 178 | Martin Velits      | 29   | 130    |
| 179 | Carlos Verona      | 21   | 66     |

| #   | Kolarz           | Wiek | Poz.   |
| --- | ---------------- | ---- | ------ |
| 181 | Sam Bewley       | 27   | 135    |
| 182 | Esteban Chaves   | 24   | 41     |
| 183 | Simon Clarke     | 28   | 70     |
| 184 | Mitchell Docker  | 27   | 147    |
| 185 | Brett Lancaster  | 34   | DNF-13 |
| 186 | Michael Matthews | 23   | 75     |
| 187 | Cameron Meyer    | 26   | DNS-18 |
| 188 | Ivan Santaromita | 30   | DNF-7  |
| 189 | Adam Yates       | 22   | 82     |

| #   | Kolarz            | Wiek | Poz.   |
| --- | ----------------- | ---- | ------ |
| 191 | Chris Froome      | 29   | 2      |
| 192 | Dario Cataldo     | 29   | DNS-20 |
| 193 | Philip Deignan    | 30   | 39     |
| 194 | Peter Kennaugh    | 25   | 71     |
| 195 | Wasil Kiryjenka   | 33   | 110    |
| 196 | Christian Knees   | 33   | DNS-17 |
| 197 | Mikel Nieve       | 30   | 12     |
| 198 | Luke Rowe         | 24   | 141    |
| 199 | Kanstancin Siucou | 32   | 43     |

| #   | Kolarz               | Wiek | Poz.   |
| --- | -------------------- | ---- | ------ |
| 201 | Alberto Contador     | 31   | 1      |
| 202 | Michael Valgren      | 22   | 128    |
| 203 | Daniele Bennati      | 33   | 108    |
| 204 | Jesús Hernández      | 32   | 21     |
| 205 | Sérgio Paulinho      | 34   | 57     |
| 206 | Iwan Rowny           | 26   | DSQ-16 |
| 207 | Chris Anker Sørensen | 29   | 29     |
| 208 | Matteo Tosatto       | 40   | 120    |
| 209 | Oliver Zaugg         | 33   | 23     |

| #   | Kolarz             | Wiek | Poz.   |
| --- | ------------------ | ---- | ------ |
| 211 | Fabian Cancellara  | 33   | DNS-18 |
| 212 | Julián Arredondo   | 26   | DNF-15 |
| 213 | Fabio Felline      | 24   | 105    |
| 214 | Bob Jungels        | 21   | DNS-19 |
| 215 | Jarosław Popowycz  | 34   | 115    |
| 216 | Jesse Sergent      | 26   | 131    |
| 217 | Jasper Stuyven     | 22   | 88     |
| 218 | Kristof Vandewalle | 29   | 87     |
| 219 | Haimar Zubeldia    | 37   | DNS-17 |